# 科切托夫卡农村居民点 (别尔哥罗德州)
科切托夫卡农村居民点（俄语：Кочетовское сельское поселение）是俄罗斯联邦别尔哥罗德州伊夫尼亚区所属的一个农村居民点。其下辖有1个居民点，行政中心为科切托夫卡。据2016年统计，该农村居民点的人口为817人。